# Diosdado Macapagal
Diosdado Macapagal (Lubao, 28 settembre 1910 – Makati, 21 aprile 1997) è stato un politico filippino, nono presidente delle Filippine, padre di Gloria Macapagal-Arroyo presidente delle Filippine dal 2001 al 2010.

## Biografia
Nato a Lubao, nella provincia di Pampanga, da Urbano Macapagal e Romana Pangan, studiò alle scuole elementari di Lubao dove conseguì il titolo di Valedictorian, e successivamente alle scuole superiori di Pampanga. La sua famiglia era molto povera (da qui uno dei suoi soprannomi di povero ragazzo di Lubao), ma con l'aiuto di Honorio Ventura, Segretario agli Interni di quel tempo, studiò legge e si laureò alla Pontificia Università di Santo Tomás dove conseguì anche la laurea in Economia.
Subito dopo la laurea nel 1947 venne assunto dal più importante studio legale statunitense dell'isola, la Ross, Lawrence, Selph and Carrascoso di Manila, in qualità di assistente. Nello stesso periodo sposò la sua prima moglie, Purita dela Rosa, dalla quale ebbe due figli, Cielo ed Arthur, che perse nel 1942 per malnutrizione. Nel 1946 si sposò nuovamente con Evangelina Macaraeg, con la quale ebbe altri due figli, Gloria e Diosdado Jr..
Eletto nel 1961 sconfisse l'ex-presidente Carlos P. Garcia, candidato per la rielezione. Nel 1965 venne sconfitto dal candidato Ferdinand Marcos. Nella storia delle Filippine è noto per il suo soprannome de L'Incorruttibile. Riposa al Cimitero degli Eroi di Manila.